# A350高速公路
A350高速公路是法国的一条高速公路，始于斯特拉斯堡，终于Schiltigheim，与A35高速相连。A350东西走向，全长1千米左右。该高速位于阿尔萨斯地区，方便前往机场。